# ダニエル・ナンスコーグ
ダニエル・ポール・グスタフ・ナンスコーグ（Daniel Paul Gustav Nannskog, 1974年5月22日- ）は、スウェーデン・ヘルシンボリ出身の元同国代表の元サッカー選手。引退後はスターベクIFでコーチ業を務めながら、ノルウェーのテレビ局TV2のスポーツ部門で解説をしている。

## 経歴

### クラブ

#### スウェーデン
ジャズ・ミュージシャンにしてバスケットボールのコーチであるアメリカ人の父親とスウェーデン人の母親の下に生まれたナンスコーグは、地元ヘルシンボリのヘイヤボリBKでサッカーを始め、有名な点取り屋だったが、ハンドボールの選手としての才能にも恵まれていたため、15歳の時にハンドボールに専念するためサッカーから離れていた。19歳の頃にサッカー界, そしてヘイヤボリに復帰し、2シーズンを同クラブで過ごした。1996年に強豪マルメFFに引き抜かれると、トップリーグで特に成功しなかったものの、UEFAカップ出場を決める重要な得点を挙げた。
翌シーズンは2部のユールゴーデンIFへ2年の契約で移籍し、このストックホルムを拠点とするクラブでカイ・エスケリネンやマグヌス・ペーションといった選手たちと共に1部昇格を目指していくことになった。1年目の1997年は、同じ街のハンマルビーIFに次ぐ2位となるも、昇降格プレーオフでベクショーのオステルズIFに破れた。2年目は、後にスウェーデン代表でプレーすることになるシャルベル・トウマやミカエル・ドーシンが加入すると、1位でシーズンを終え1部に復帰。個人としては、フレドリック・ダールストローム, ルーカス・ニルソンに次ぐチーム内3位の8得点を挙げたが、シーズン終了後に退団し、同2部のアッシリスカ・フェレーニゲンと1年契約を締結した。
アッシリスカでは、ドイツ人のペーター・アントワン監督の下で7得点を記録。クラブはGIFスンツヴァルに次ぐ2位でシーズン終え、昇降格プレーオフにまわるもエーレブルーSKに1-1, 1-2の2試合合計2-3で敗れた。2000年は、同2部で昨季3位のIFシルヴィアと1年契約を締結するが、ここではプレーオフ進出すら果たせず中位でシーズンを終えた。
27歳の時に、後にスターベクIFでも指導を受けることになるヤン・ヨンソン監督の誘いでランズクルーナBoISへ移籍。それまでのナンスコーグはストックホルムでクラブ通いを頻繁に繰り返すなどプロ選手として好ましくない行動をとっていたが、ランズクルーナ移籍後は私生活で子供が誕生したこともあり夜遊びを控え、サッカーに専念したことで移籍1年目にして得点王（21得点）となる活躍を見せ、2位でクラブを1部昇格へ導いた。翌2002年は降格間近という状況の中で、チーム内最多の11得点を挙げ残留に貢献。2003年も主力の1人としてチームを支えていたが、シーズン途中に移籍することとなった。
中国
2003年夏に中国2部の四川冠城足球倶楽部とノルウェーのSKブランからオファーが届いたが、中国から提示された金額を断ることが出来なず、8月に中旬に四川冠城と2年半の契約を締結。以前指導を受けたヤン・ヨンソン監督の誘いから1年半で終わりを告げるが、ここでの生活は会話を楽しむ自分にとっては息苦しかったと回想している。

#### スターベク
2005-2007
スターベクIFでの1年目は、ノルウェー2部だったこともあり、29試合27得点と圧倒的な得点力を見せつけ得点王となり、クラブの1部昇格に貢献した。

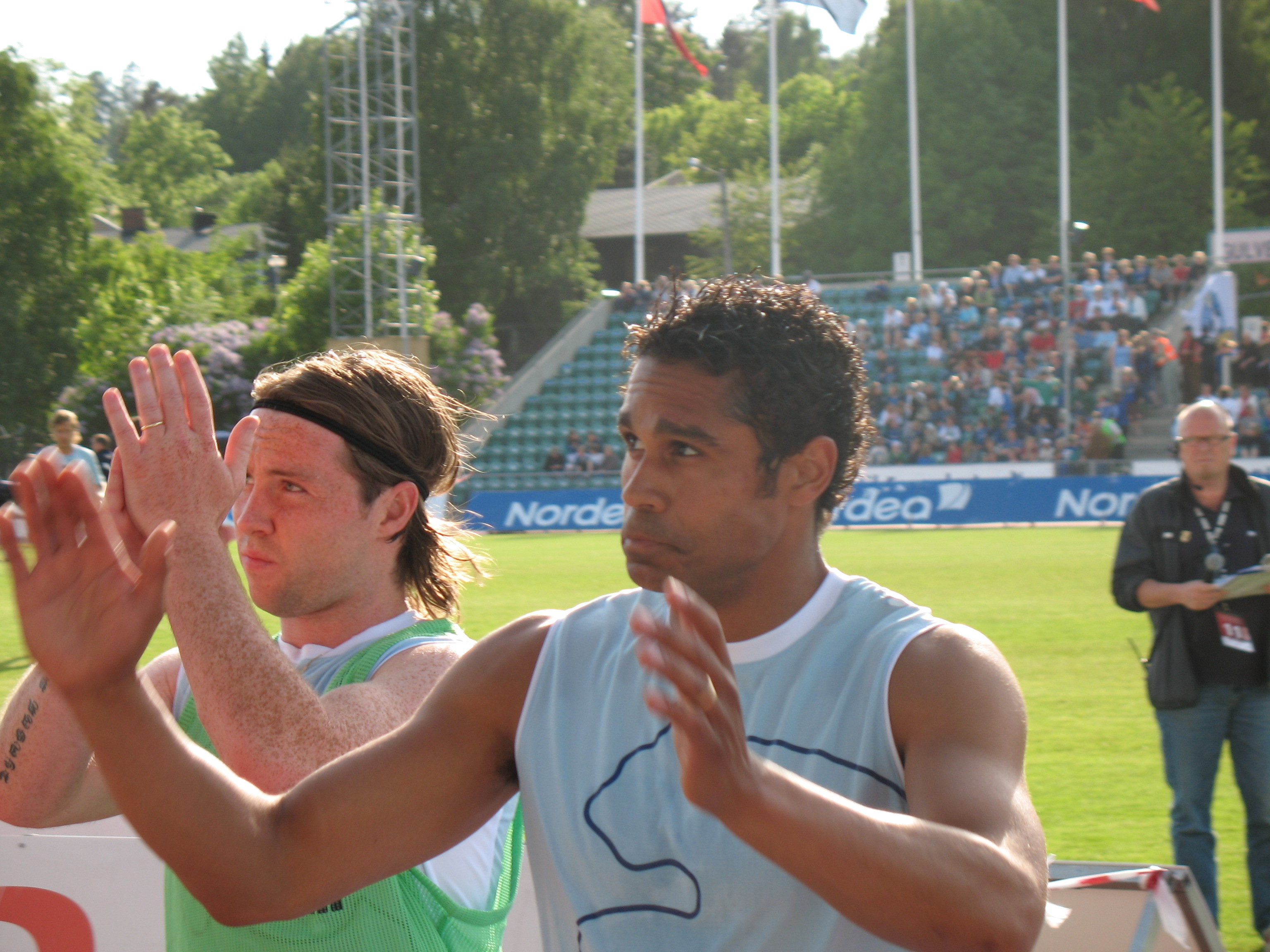
2006年、コンビを組むナンスコーグ（右）とヴェイガル・パウル・グンナルソン

2年目は1部の舞台を戦うことになったが、コンビを組むヴェイガル・パウル・グンナルソンと共に得点を量産していき、最終的に欧州カップ戦出場権を逃したものの、昇格組のクラブをシーズン5位で終えることに貢献。個人としては19得点で得点王となり、シーズン終了後に契約を延長した。翌2007年もクラブは快進撃を続けていたが、後半戦から勢いを落とし、最終的にブランに次ぐ2位となった。ナンスコーグとしては昨年と同様に19得点を挙げたが、こちらもブランのトルステイン・ヘルスタッド（22得点）に次ぐ得点ランク2位に終わった。
2008-2010
2008年は、それまでの活躍から春にDagbladet紙が選定する最優秀外国人選手賞に輝くと、第5節のハマルカメラテネ戦（アウェー2-0）での見事な2得点を挙げ、5月4日のローゼンボリBK戦で決勝点を挙げ勝利に導くなど、活躍をしていたことから、ノルウェーのメディアからは同年に行われるUEFA EURO 2008のメンバーに選出されるとみられていたが、落選した。その後は、6試合で6得点とハイペースに得点を重ねていき、9月14日のストレームスゴトセトIF戦（6-0）では4得点を挙げ、合計13得点でついに得点ランク1位にたった。9月24日のノルウェジアン・フットボールカップ準決勝・モルデFK戦（3-0）で2得点を挙げ、クラブを決勝の舞台へ導くと、9月29日のリーグ戦でのモルデ戦でも2得点を挙げ、キャリア通算100得点を達成。最終的に、この年はクラブ史上初となるリーグ優勝を経験し、個人としては、同僚にして同胞のヨハン・アンデションより4得点多い16得点で得点王となり、さらにリーグ最優秀FWにも輝いた。一方のカップ戦では、決勝戦でヴォレレンガ・フォトバルに敗れ2冠達成とはならなかった。

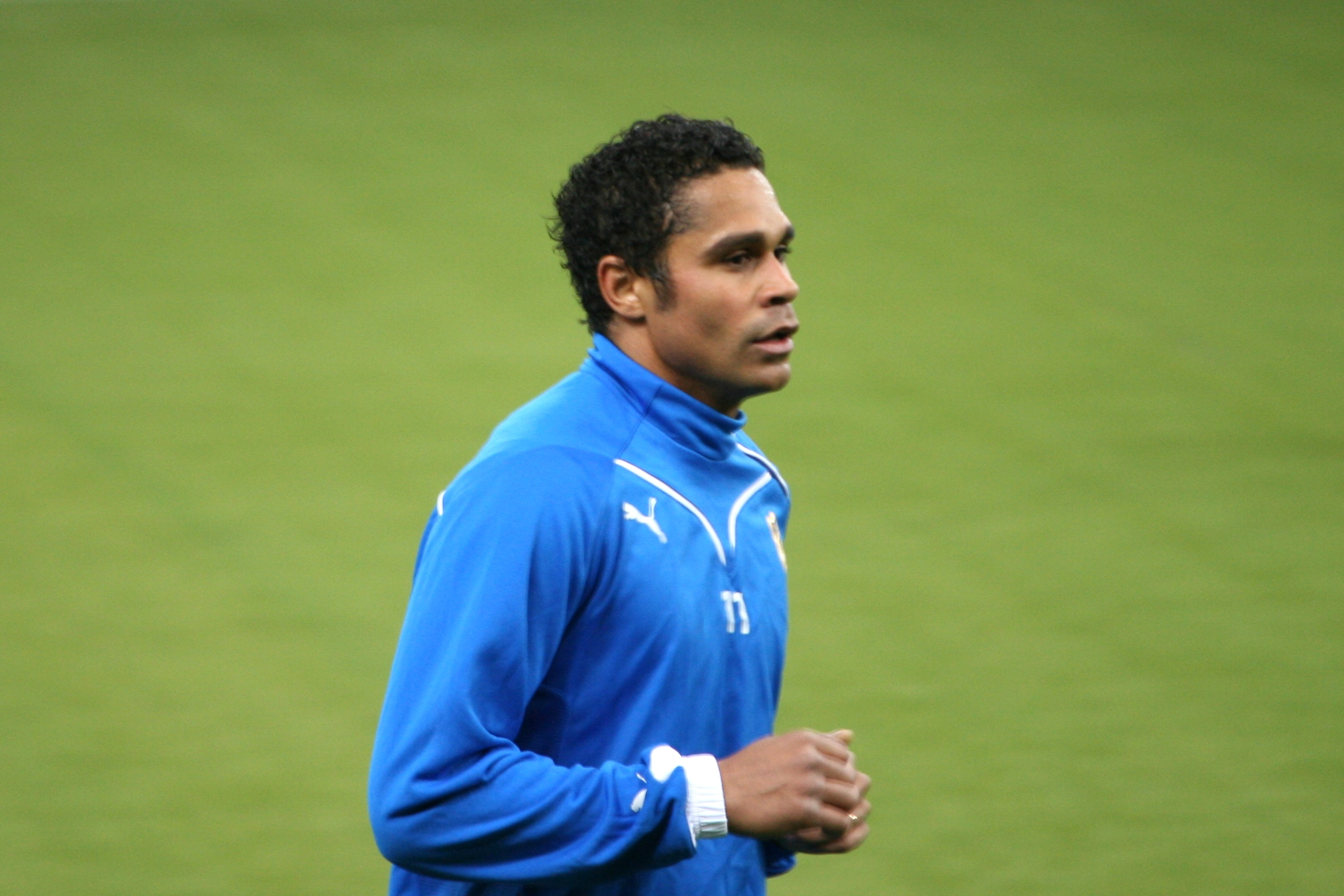
2009年のナンスコーグ

王者として迎えた2009年は、3月8日に行われたスーペルファイナレンのモルデ戦でナンスコーグは先制点を挙げると、最終的に3-1で勝利しタイトルを獲得。4月5日の第3節オッド・グレンランド戦では、0-3の3点差を追う中でハットトリックを達成し3-3の引き分けに持ち込んだ。この年は得点王を逃すもランク4位の15得点を挙げ、クラブは3位に終わった。
2010年はシーズン序盤に全治1ヶ月程の怪我を負い、5月24日のIKスタルト戦（3-0）で復帰し2得点を挙げるも、それからすぐに再び怪我で離脱。8月上旬にも怪我に見舞われシーズンを終了と、この年は負傷の連続により11試合5得点に終わった。シーズン終了後も怪我から回復することはなかったため、11月に現役引退を決意。スターベクでは公式戦で172試合123得点を記録した。引退後はクラブに残り、リザーブチームのコーチとユースチームの攻撃コーチに就任した。

### 代表
2007年1月にラーシュ・ラーゲルベック監督の下で北欧リーグ選抜ながら南米ツアーのメンバーに選出され、1月14日のベネズエラ戦で32歳にしてスウェーデン代表デビューを果たし、1月21日のエクアドル戦（1-1）で初得点を記録した。2009年1月に約2年ぶりに復帰し、アメリカ, メキシコとの北米ツアーのメンバーに選出されると、1月25日のアメリカ戦（2-3）で通算2得点目を記録した。

## タイトル
個人
- スーペルエッタン得点王 : 2001
- 中国FAカップ得点王 : 2004
- アデコリーガエン得点王 : 2005
- エリテセリエン得点王 : 2006, 2008
- クニクセン・アワード（英語版） 最優秀FW部門 : 2008